# Anna d'Asburgo (regina di Polonia)
Anna d'Asburgo (Graz, 16 agosto 1573 – Varsavia, 10 febbraio 1598) è stata una arciduchessa d'Austria e regina consorte di Polonia e Svezia.

## Biografia
Era figlia dell'arciduca Carlo II d'Austria, e di sua moglie, Maria Anna di Baviera.
I suoi nonni paterni erano l'imperatore Ferdinando I e Anna di Boemia mentre quelli materni erano Alberto V di Baviera e Anna d'Asburgo.

### Matrimonio
Il 31 maggio 1592 sposò Sigismondo III di Svezia. Questo matrimonio fu contrastato da molti nobili del Confederazione polacco-lituana, che erano contrari all'alleanza con gli Asburgo.
Quando Sigismondo inviò una missione diplomatica, guidata dal cardinale Radziwill, a Praga per la sua sposa, l'anti-asburgico cancelliere Jan Zamoyski custodì le frontiere per impedire all'arciduchessa di entrare nel paese. Anna eluse le guardie, arrivati a Cracovia, e venne incoronata nel maggio 1592 da Primas Karnkowski come Regina di Polonia. Più tardi, durante la sua vita, la capitale fu spostata da Cracovia a Varsavia.
Nel 1594, ha seguito il suo sposo in Svezia, dove è stata incoronata Regina a Uppsala il 19 febbraio. Durante il suo soggiorno in Svezia, è stata coinvolta in un conflitto con la regina vedova Gunilla Bielke. Anna non parlava svedese, e considerava il popolo svedese come eretico e ribelle, e si mostrava in pubblico, solo quando costretta a farlo.
Anna e Sigismondo si innamorarono e lei si guadagnò l'amicizia e il rispetto di molti dei suoi ex nemici con la gentilezza e la cultura.
Anna morì dopo cinque anni di matrimonio nel 1598 dando alla luce l'ultimogenito. Sigismondo si risposò con la sorella minore della prima moglie, Costanza d'Asburgo.

## Discendenza
Diede alla luce cinque figli, tra cui l'erede al trono dei Vasa:
- Anna Maria (Varsavia, 23 maggio 1593-Cracovia, 9 febbraio 1600);
- Caterina (Stoccolma, 9 maggio 1594-Cracovia, 5 giugno 1594);
- Ladislao (Lobzów, 9 giugno 1595-Merecz, 20 maggio 1648), succeduto al padre;
- Caterina (Cracovia, 27 settembre 1596-Cracovia, 11 giugno 1597);
- Cristoforo (Cracovia, 10 febbraio 1598).

## Ascendenza
|                         |                         |                          | Genitori                   |  |  | Nonni |  |  | Bisnonni               |  |  | Trisnonni              |  |
|                         |                         |                          |                            |  |  |       |  |  | Filippo I di Castiglia |  |  | Massimiliano I del SRI |  |
|                         |                         |                          |                            |  |  |       |  |  | Filippo I di Castiglia |  |  | Massimiliano I del SRI |  |
|                         |                         | Maria di Borgogna        |                            |  |  |       |  |  | Filippo I di Castiglia |  |  |                        |  |
| Ferdinando I del SRI    |                         |                          |                            |  |  |       |  |  | Filippo I di Castiglia |  |  |                        |  |
|                         |                         | Giovanna di Castiglia    | Ferdinando II d'Aragona    |  |  |       |  |  |                        |  |  |                        |  |
|                         |                         | Giovanna di Castiglia    | Ferdinando II d'Aragona    |  |  |       |  |  |                        |  |  |                        |  |
|                         |                         | Giovanna di Castiglia    | Isabella di Castiglia      |  |  |       |  |  |                        |  |  |                        |  |
| Carlo II d'Austria      |                         | Giovanna di Castiglia    |                            |  |  |       |  |  |                        |  |  |                        |  |
|                         |                         | Ladislao VII Jagellone   | Casimiro IV Jagellone      |  |  |       |  |  |                        |  |  |                        |  |
|                         |                         | Ladislao VII Jagellone   | Casimiro IV Jagellone      |  |  |       |  |  |                        |  |  |                        |  |
|                         |                         | Ladislao VII Jagellone   | Elisabetta d'Asburgo       |  |  |       |  |  |                        |  |  |                        |  |
| Anna Jagellone          |                         | Ladislao VII Jagellone   |                            |  |  |       |  |  |                        |  |  |                        |  |
|                         |                         | Anna di Foix-Candale     | Gastone II di Foix-Candale |  |  |       |  |  |                        |  |  |                        |  |
|                         |                         | Anna di Foix-Candale     | Gastone II di Foix-Candale |  |  |       |  |  |                        |  |  |                        |  |
|                         |                         | Anna di Foix-Candale     | Caterina di Navarra        |  |  |       |  |  |                        |  |  |                        |  |
| Anna d'Asburgo          |                         | Anna di Foix-Candale     |                            |  |  |       |  |  |                        |  |  |                        |  |
|                         | Guglielmo IV di Baviera | Alberto IV di Baviera    |                            |  |  |       |  |  |                        |  |  |                        |  |
|                         | Guglielmo IV di Baviera | Alberto IV di Baviera    |                            |  |  |       |  |  |                        |  |  |                        |  |
|                         | Guglielmo IV di Baviera | Cunegonda d'Asburgo      |                            |  |  |       |  |  |                        |  |  |                        |  |
| Alberto V di Baviera    | Guglielmo IV di Baviera |                          |                            |  |  |       |  |  |                        |  |  |                        |  |
|                         |                         | Maria Giacomina di Baden | Filippo I di Baden         |  |  |       |  |  |                        |  |  |                        |  |
|                         |                         | Maria Giacomina di Baden | Filippo I di Baden         |  |  |       |  |  |                        |  |  |                        |  |
|                         |                         | Maria Giacomina di Baden | Elisabetta di Wittelsbach  |  |  |       |  |  |                        |  |  |                        |  |
| Marianna di Wittelsbach |                         | Maria Giacomina di Baden |                            |  |  |       |  |  |                        |  |  |                        |  |
|                         |                         | Ferdinando I del SRI     | Filippo I di Castiglia     |  |  |       |  |  |                        |  |  |                        |  |
|                         |                         | Ferdinando I del SRI     | Filippo I di Castiglia     |  |  |       |  |  |                        |  |  |                        |  |
|                         |                         | Ferdinando I del SRI     | Giovanna di Castiglia      |  |  |       |  |  |                        |  |  |                        |  |
| Anna d'Asburgo          |                         | Ferdinando I del SRI     |                            |  |  |       |  |  |                        |  |  |                        |  |
|                         |                         | Anna Jagellone           | Ladislao II di Boemia      |  |  |       |  |  |                        |  |  |                        |  |
|                         |                         | Anna Jagellone           | Ladislao II di Boemia      |  |  |       |  |  |                        |  |  |                        |  |
|                         |                         | Anna Jagellone           | Anna di Foix-Candale       |  |  |       |  |  |                        |  |  |                        |  |
|                         |                         | Anna Jagellone           |                            |  |  |       |  |  |                        |  |  |                        |  |